# Caligus pectinatus
Caligus pectinatus är en kräftdjursart som beskrevs av Sueo M. Shiino 1965. Caligus pectinatus ingår i släktet Caligus och familjen Caligidae. Inga underarter finns listade i Catalogue of Life.